# Bubaris radiata
Bubaris radiata är en svampdjursart som beskrevs av Arthur Dendy 1916. Bubaris radiata ingår i släktet Bubaris och familjen Bubaridae. Inga underarter finns listade i Catalogue of Life.